# Гросс-Пойнт
Гросс-Пойнт (англ. Grosse Pointe) — місто (англ. city) в США, в окрузі Вейн штату Мічиган. Населення — 5678 осіб (2020).

## Географія
Гросс-Пойнт розташований за координатами 42°23′2″ пн. ш. 82°54′15″ зх. д. / 42.38389° пн. ш. 82.90417° зх. д. (42.383850, -82.904109). За даними Бюро перепису населення США в 2010 році місто мало площу 5,84 км², з яких 2,74 км² — суходіл та 3,09 км² — водойми.

## Демографія
Згідно з переписом 2010 року, у місті мешкала 5421 особа в 2236 домогосподарствах у складі 1481 родини. Густота населення становила 929 осіб/км². Було 2446 помешкань (419/км²).
Расовий склад населення:
| - 93,2 % — білих - 3,3 % — чорних або афроамериканців - 1,6 % — азіатів - 0,1 % — вихідців з тихоокеанських островів - 0,1 % — корінних американців |

До двох чи більше рас належало 1,5 %. Частка іспаномовних становила 1,8 % від усіх жителів.
За віковим діапазоном населення розподілялося таким чином: 26,4 % — особи молодші 18 років, 57,5 % — особи у віці 18—64 років, 16,1 % — особи у віці 65 років та старші. Медіана віку мешканця становила 44,7 року. На 100 осіб жіночої статі у місті припадало 86,7 чоловіків; на 100 жінок у віці від 18 років та старших — 81,8 чоловіків також старших 18 років.
Середній дохід на одне домашнє господарство становив 145 592 долари США (медіана — 98 578), а середній дохід на одну сім'ю — 165 839 доларів (медіана — 131 250). Медіана доходів становила 101 125 доларів для чоловіків та 65 648 доларів для жінок. За межею бідності перебувало 2,8 % осіб, у тому числі 2,0 % дітей у віці до 18 років та 2,0 % осіб у віці 65 років та старших.
Цивільне працевлаштоване населення становило 2406 осіб. Основні галузі зайнятості: освіта, охорона здоров'я та соціальна допомога — 31,3 %, науковці, спеціалісти, менеджери — 16,3 %, виробництво — 10,9 %, роздрібна торгівля — 9,1 %.

## Персоналії
- Джулі Гарріс (1925—2013) — американська актриса театру, кіно та телебачення.